# Полска къпина
Полската къпина (Rubus caesius) е растение от семейство розови. Тя е храст висок до 1,5 m, чиито стъбла са полегнали до изправени, покрити с редки и прави или леко сърповидни шипчета. Листата са тройни и имат рехави власинки. Цветовете са събрани в съцветия, които са облистени в основата си. Плодът, който има добри вкусови качества е сборен и черен на цвят, като чашелистчета обхващат основата на плода. Растението се лечебно. Полската къпина се среща в ниския и среден планински пояс до височина 1600 m.